# Cheek to Cheek (álbum)
Cheek to Cheek é um álbum colaborativo dos artistas musicais estadunidenses Tony Bennett e Lady Gaga. Foi lançado em 19 de setembro de 2014 pela Interscope Records e Columbia Records. Em 2011, Bennett e Gaga se conheceram na gala da Fundação Robin Hood em Nova York. Depois que estes dois mais tarde gravaram uma versão de "The Lady Is a Tramp", eles começaram a discutir planos para trabalhar em um projeto de jazz. Cheek to Cheek consiste em padrões de jazz de compositores de jazz populares como George Gershwin, Cole Porter, Jerome Kern e Irving Berlin. O álbum foi inspirado pelo desejo de Bennett e Gaga de introduzir as músicas para uma geração mais jovem, já que eles acreditavam que essas faixas tinham apelo universal.
Em janeiro de 2013, foi anunciado por ambos os artistas e começou a gravar, depois de Gaga se recuperar de sua cirurgia no quadril. O álbum foi gravado em Nova York, onde Bennett e Gaga foram acompanhados por uma banda ao vivo e músicos de jazz associados a ambos os artistas. Gaga se desviou de seus álbuns pop contemporâneos anteriores, ao mesmo tempo em que queria criar um disco de jazz. A data de lançamento do álbum foi adiada várias vezes, e a data final foi anunciada por Bennett e Gaga no The Today Show. A lista completa de faixas e a arte da capa foram lançadas a partir de então; incluindo as listas de faixas para muitas edições alternativas. Os artistas promoveram Cheek to Cheek, através de várias apresentações em Nova York, um programa "behind the scenes" detalhando a gravação do álbum no Home Shopping Network (HSN), e um show televisionado, intitulado Tony Bennett e Lady Gaga: Cheek to Cheek Live!, que foi ao ar na PBS em outubro de 2014. O álbum foi precedido pelo lançamento de dois singles: "Anything Goes" e "I Can't Give You Anything But Love". Ambos alcançou o número um na Billboard Jazz Digital Songs Chart. Após o lançamento do álbum a faixa "Bang Bang (My Baby Shot Me Down)" estreou em número um na parada de Jazz Digital Songs Chart, se tornando o primeiro número um solo de Lady Gaga na parada.
Cheek to Cheek recebeu críticas positivas após o lançamento, com os críticos elogiando os vocais de Gaga. No Grammy Awards de 2015, o álbum ganhou um Grammy de Melhor Álbum Vocal Pop Tradicional. Cheek to Cheek estreou no número um na Billboard 200 dos EUA, com 131.000 cópias vendidas em sua primeira semana de acordo com a Nielsen SoundScan desde então vendeu 760.000 cópias nos EUA. O álbum se tornou o segundo álbum número um de Bennett e o terceiro álbum número um consecutivo de Gaga nos EUA; Gaga se tornou a primeira artista feminina na década de 2010 a ter três álbuns número um, enquanto Bennett estendeu seu recorde como a pessoa mais velha para alcançar o álbum número um no gráfico. O álbum também alcançou o top dez na Grécia, Reino Unido, Canadá, Japão e Austrália.

## Antecedentes e desenvolvimento
"Cheek to Cheek saiu de uma amizade e um relacionamento muito orgânico que Tony e eu construímos ao longo dos anos e ele realmente foi um esforço colaborativo. Era importante para Tony que este disco fosse de jazz. Eu venho cantando jazz desde que era uma criança e realmente queria mostrar o lado autêntico do gênero. Fizemos um álbum de clássicos do jazz, mas com um toque moderno."

—Gaga falando sobre colaborar com Bennett em Cheek to Cheek.
Bennett e Gaga se conheceram em 2011 após ela ter feito uma regravação de "Orange Colored Sky", originária de Nat King Cole, durante a festa de gala Robin Hood Foundation, em Nova Iorque. A partir daí, Bennett pediu a Gaga que cantasse um dueto com ele em seu então próximo álbum. Tal colaboração foi "The Lady Is a Tramp", contida no premiado álbum de Bennett, Duets II e, posteriormente, surgiram rumores de um álbum de jazz entre ambos. Em setembro de 2012, Bennett confirmou à revista musical Rolling Stone que Gaga queria gravar um álbum de jazz com ele e que havia um compositor bem conhecido associado com o projeto, afirmando que "embora não seja comparável com músicos de jazz como George Gershwin ou Cole Porter, ele compôs vários sucessos para o seu nome". A compositora Marion Evans também estava sob consideração para colaborar no álbum com Bennett, confirmando que as sessões de gravação começariam em breve.
Em 8 de janeiro de 2013, Evans, que arranjou "The Lady Is a Tramp", confirmou que Bennett teria uma parte bastante significativa na produção do álbum. "Eu não sei até este ponto exatamente quantas canções estarão no CD, mas eu tenho certeza que vamos ter cerca de quatro ou cinco orquestras de diferentes tamanhos ou bandas. Ele vai se transformar em um gigante de pânico, eu posso assegurar para você. É assim que este negócio é", disse Evans, citando Bennett. Mais tarde, naquele mês, Gaga, após sua performance com Bennett no final do baile inaugural da segunda posse presidencial de Barack Obama, anunciou o álbum formalmente através seu Twitter. "E aqui eu e meu querido parceiro, eu simplesmente mal posso esperar para o nosso álbum juntos, ele é meu querido!", escreveu ela na legenda de uma foto apresentado a dupla, revelando o título do álbum de Cheek to Cheek. Em setembro de 2013, Bennett explicou que para o álbum, eles gravaram "todos os grandes padrões, [de] músicas de qualidade; George Gershwin, Cole Porter, Jerome Kern, Irving Berlin, canções dos gêneros [desses músicos]. Com uma grande banda mandando ver e, grandes, grandes artistas de jazz tocando". Em entrevista ao jornal Chicago Tribune, ele explicou que a sua principal intenção de gravar o álbum com Gaga foi introduzir o jazz padrão para um público mais jovem, acreditando que as faixas tinham um apelo universal e de qualidade atemporal. Bennett disse que Gaga tinha composto uma canção original para o álbum, intitulada "Paradise". Ele adicionou que o disco teria também músicas solo de cada artista, juntamente com os duetos, embora Gaga tenha esclarecido mais tarde que o álbum seria composto apenas de padrões. As canções foram escolhidas a dedo por Bennett e Gaga; eles selecionaram faixas do Great American Songbook, incluindo "Anything Goes", "It Don't Mean a Thing (If It Ain't Got That Swing)", "Sophisticated Lady", "Lush Life" e a faixa homônima "Cheek to Cheek". Em uma entrevista ao periódico francês La Presse, Bennett disse:
| “ | Eu não entendo porque [Gaga] é artista de música contemporânea! Ela canta grandes standards com tanta emoção. (...) [O disco] vai surpreender as pessoas com a qualidade da voz dela ao cantar canções de qualidade. Nós cantamos um dueto novamente no álbum, mas também [canções] separadamente. Com este álbum, eu acho que ela vai se tornar maior do que Elvis Presley! Claro que nós gravamos o álbum em Nova Iorque. Como diz o ditado: "Se você pode fazer isso em Nova Iorque, você pode fazer isso em qualquer lugar". | ” |

## Gravação e composição
Embora o desenvolvimento do disco e a sua concepção tenha iniciado em setembro de 2012, a sua gravação não iniciou até a primavera boreal de 2013, devido a cirurgia no quadril de Gaga e o consequente cancelamento de sua turnê Born This Way Ball Tour. As gravações ocorreram no período de um ano na cidade de Nova Iorque, e apresentou músicos de jazz associados a ambos os artistas. O quarteto de Bennett estava presente, incluindo Mike Renzi, Gray Sargent, Harold Jones e Marshall Wood, além do pianista Tom Lanier. Juntamente a Evan, o trompetista de jazz Brian Newman, colega e amigo pessoal de longa data de Gaga, fez parte da equipe do álbum com o quinteto nova-iorquino de Bennett. O saxofonista tenor Joe Lovano e o flautista Paul Horno também foram listados como músicos.
De acordo com Gaga, Bennett queria que ela cantasse diferentes músicas e impressionou-se com seus vocais durante "Lush Life", referindo-se ao escritor de jazz standards Billy Strayhorn, cujas canções foram gravadas por diversos artistas, como Nancy Wilson, Sarah Vaughan, Donna Summer e Linda Ronstadt. Ela explicou que ficou nervosa sobre gravar com Bennett, dizendo: "Eu apenas queria que ele me ouvisse com uma autêntica voz do jazz e que eu estudei isso (...) Se ele puder ouvir, estou bem. Se ele não puder, eu não tenho uma voz autêntica do jazz". A inspiração da voz de Gaga em Cheek to Cheek veio da cantora britânica Amy Winehouse, que faleceu em julho de 2011; a artista adicionou: "Eu pensei nela em quase todos os dias [em que estava] no estúdio. Eu queria que ela ainda estivesse [viva]. Ela era jazz em seu núcleo". As canções foram gravadas com uma banda ao vivo e, durante o processo de gravação, Gaga perguntou se tapetes poderiam ser colocados no chão do estúdio, pensando que pareceria uma filmagem cinematográfica e que poderia ser fotografada.
Em Cheek to Cheek, Gaga canta sozinha em "Lush Life", "Bang Bang (My Baby Shot Me Down)" e "Ev'ry Time We Say Goodbye", enquanto Bennett canta sozinho em "Don't Wait Too Long" e "Sophisticated Lady". De acordo com a cantora, "Lush Life" e "Sophisticated Lady" foram feitas uma para a outra; tal junção veio do fato de que Duke Ellington escreveu "Sophisticated Lady" e o último colaborou com Strayhorn em "Lush Life". Gaga cantou "Lush Life" quando fez parte do coral de sua escola; contudo, apenas anos depois ela entendeu a interpretação lírica da faixa, que trata sobre falha e mágoa. Durante a gravação do álbum, ela estava emocionalmente chateada sobre seus conflitos pessoais e profissionais com Artpop (2013). Bennett apoiou e guiou Gaga ao longo do processo. A primeira canção, "Antyhing Goes", foi primeiramente gravada por Bennett para seu álbum colaborativo com Count Basie e sua orquestra, Strike Up the Band (1959). Gaga conheceu a faixa quando estava com treze anos e pensou que era uma faixa divertida com um "estilo poderoso e realmente sensual, e é apenas por isso que nos divertimos cantando-a". A versão de "Anything Goes" em Cheek to Cheek apresenta Gaga e Bennett intercalando as letras entre si, e foi descrita por Bobby Olivier, do The Star-Ledger, como "suave como seda". As sílabas são pronunciadas fortemente por Gaga em síncope, enquanto seu vibrato complementou os vocais e o jazz característico de Bennett. Olivier adicionou que "a voz de Gaga, quando despojada de seus sinos e assobios, apresenta uma atemporalidade que presta-se muito bem ao gênero". "I Can't Give You Anything But Love" foi originalmente escrita em 1928 por Jimmy McHugh e Dorothy Fielde para o musical da Broadway Blackbirds of 1928. A versão presente no disco inicia-se com o som de um chimbau e um órgão elétrico. Gaga altera suas letras para cantar "Puxa, eu gostaria de vê-lo elegante, Tony", e Bennett junta "Pulseiras de diamante não funcionam, não vendem, Gaga". "Nature Boy" foi primeiramente lançada como single em 1948 por Cole, e tornou-se um sucesso comercial. Escrita pelo excêntrico compositor Eden Ahbez, a canção fala sobre um "garoto estranho [e] encantado" e apresenta instrumentação composta por flauta, tambores e um arranjo orquestral. Em uma versão lounge, Gaga canta em uma voz inspirada por Liza Minnelli com um alcance vocal ofegante, seguida por Bennett complementando Gaga com a história de encontrar o personagem título.

## Capa e lançamento
| |  |  |
| A imagem de Lady Gaga na capa do álbum foi comparada com a da cantora Cher (à esquerda). Gaga cantou "Bang Bang (My Baby Shot Me Down)" do álbum em uma peruca similar durante ArtRave: The Artpop Ball (direita). |  |  |

Em 12 de dezembro de 2013, Bennett revelou à CNN que o lançamento do álbum estava atrasado e a data final de lançamento foi confirmada como 18 de março de 2014. Edna Gunderson do USA Today relatou que o álbum havia sido adiado e era esperado para ser lançado no final de 2014. Mais tarde, em abril de 2014, durante a saudação do Museum of the Moving Image a Kevin Spacey, Bennett disse a um repórter que o álbum seria lançado em setembro. Em 29 de julho de 2014, Bennett e Gaga apareceram no The Today Show para anunciar formalmente sua colaboração e confirmaram a data final de lançamento nos EUA em 23 de setembro de 2014. O álbum foi lançado pela primeira vez na Austrália e na Alemanha em 19 de setembro de 2014.
O fotógrafo Steven Klein filmou as capas dos álbuns e foi responsável pelas ideias artísticas por trás da embalagem do lançamento. Ele também desenvolveu a capa para "Anything Goes". Em 18 de agosto de 2014, Gaga lançou a capa oficial do álbum, que mostrava o cantor com Bennett, sentado e de mãos dadas. A cantora explicou que ela e Bennett estavam sentados e conversando quando Klein subitamente os fotografou. Para a edição padrão, Bennett e Gaga são mostrados em um jornal de Nova York com o nome do álbum no topo da imagem, enquanto a edição de luxo apenas apresenta a mesma imagem. O visual de Gaga com seus enormes cachos negros na imagem foi comparado por Kirthana Ramisetti do New York Daily News, ao personagem da cantora Cher na comédia romântica americana Moonstruck de 1987.
A lista completa de faixas para o álbum também foi revelada ao lado das artes da capa. A edição padrão consiste em 11 faixas, enquanto a edição de luxo tem 15 músicas listadas. Juntamente com as edições standard e deluxe nos formatos digital e CD, havia lançamentos exclusivos para o Home Shopping Network (HSN) e Target. Uma edição de vinil de 180 gramas do álbum também foi lançada para a Amazon.com. O álbum foi vendido nas lojas da Starbucks com capa exclusiva. Em outubro de 2014, Gaga anunciou o lançamento de um box em dezembro de 2014. Ele incluiria itens de edição limitada, como fotos pessoais, partituras Cheek to Cheek autografadas por Bennett, impressões de 8 × 10 em um envelope pergaminho e outras.
Bennett disse à Billboard que eles também foram inspirados pelo musical de 1936 de Porter, Red, Hot and Blue, para uma possível sequência de Cheek to Cheek. Ele queria ver como Cheek to Cheek saiu depois do lançamento, mas Gaga queria começar a trabalhar na colaboração "imediatamente". Bennett acrescentou: "nós vamos fazer dois álbuns consecutivos com ela. Teremos que tentar fazer isso o mais rápido possível, apenas como acompanhamento de um segundo álbum."

## Divulgação

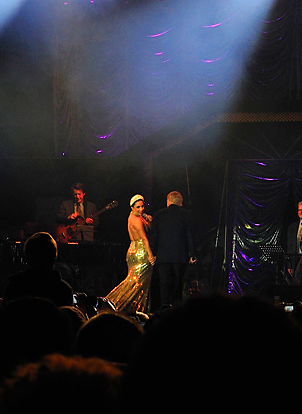
Bennett e Gaga se apresentando no Grand-Place de Bruxelas, na Bélgica.

Em junho de 2014, Gaga deu início à divulgação do disco através de diversão aparições públicas com e sem a participação de Bennett. A primeira delas ocorreu na Frank Sinatra School of the Arts, localizada em Nova Iorque. Na escola — que foi fundada por Bennett e sua esposa Susan Crow —, Gaga e Bennett apresentaram-se como um duo e individualmente, e responderam a perguntas do públicos. Eles concluíram a visita assistindo uma apresentação do coral escolar. Dois dias depois, Gaga mostrou uma nova tatuagem, apresentando um trompete de Miles Davis. Ela divulgou uma imagem em seu Instagram, a qual apresentava-a fazendo a tatuagem, anunciando seu envolvimento com o álbum. Na legenda da fotografia, ela escreveu: "É a hora do jazz, mundo". A cantora também apresentou-se com Bennett no Montreal International Jazz Festival, e fez parte de um comercial para a companhia varejista H&M, cuja canção usada foi "I Can't Give You Anything But Love". Os artistas anunciaram as novidades através do Instagram. Durante a festa da edição de 2014 da New York Fashion Week, Gaga apresentou "Ev'ry Time We Say Goodbye", a qual ela dedicou a seu namorado, o ator Taylor Kinney. Nos dias 13 e 14 de setembro de 2014, a HSN transmitiu um especial musical intitulado Tony Bennett & Lady Gaga: Cheek to Cheek. O especial apresentou cenas dos bastidores da produção do disco, bem como filmagens nunca vistas dos dois artistas colaborando no estúdio de gravação. O especial também mostrou o processo seletivo de canções do Great American Songbook feito por ambos. Após o anúncio da exibição do especial, foi feito um pequeno concerto no Rose Theater of Lincoln Center for the Perfoming Arts. Intitulado Tony Bennett and Lady Gaga: Cheek to Cheek Live!, a apresentação será exibida em 24 de outubro seguinte através da PBS como parte da série Great Performances. De acordo com o comunicado de imprensa para a apresentação, Gaga e Bennett selecionaram "It Don't Mean a Thing (If It Ain't Got That Swing)", "Sophisticated Lady", "Lush Life", "Antyhing Goes" e a faixa-título para o especial. O público presente foi constituído de convidados especiais e estudantes de escolas nova-iorquinas. O palco e as luzes foram criadas por Robert Wilson, enquanto a direção ficou a cargo de David Horn. Os cantores foram acompanhados por orquestra de 39 músicos regida por Jorge Calandrelli, os solistas Chris Botti e David Mann respectivamente no trompete e no saxofone tenor, e os músicos de jazz relacionados com ambos os artistas.
Três canções de Cheek to Cheek foram usadas pela ESPN durante os comerciais da competição de tênis Tennis US Open. O vice-presidente do canal Jamie Reynolds explicou que a decisão de incorporar "o clássico estilo swing de Nova Iorque" levou os executivos da emissora a usar as faixas do disco. A Universal providenciou os vídeos para as canções, que foram misturados com filmagens das competições de tênis e usados nos anúncios. Os comerciais também usaram conteúdos originais, como Bennett em seu apartamento em Manhattan e Gaga durante a etapa australiana de sua turnê ArtRave: The Artpop Ball. Durante o concerto feito no dia 13 de setembro de 2014 em Tel Aviv, Israel, Bennett esteve no palco com Gaga para cantar algumas faixas do disco. Os vocais da cantora foram elogiados por seu alcance e controle. Em 22 de setembro seguinte, eles interpretaram um curto repertório formado pelas canções de Cheek to Cheek no Grand Place de Bruxelas, situado em Bruxelas, Bélgica. A apresentação recebeu análises positivas, com Anne Bilson, do The Daily Telegraph, classificando-a com quatro estrelas de cinco possíveis e prezando os vocais de ambos. Bilson resenhou: "Bennett teve os pulmões para compensar, e Gaga teve os movimentos". Cinco dias depois, foram lançados vídeos promocionais das apresentações de "Anything Goes" e "Bang Bang (My Baby Shot Me Down)", retiradas das apresentações feitas em Bruxelas e no especial da PBS, respectivamente. Bennett confirmou que ele e Gaga também iriam iniciar uma turnê em festivais de jazz no ano de 2015, em suporte de Cheek to Cheek. De acordo com o cantor, Gaga estava cansada de apresentar-se em locais grandes, e queria que a digressão visitasse locais pequenos por pelo mesmo três ou quatro dias, ou de três a seis semanas. O artista também explicou que estava acostumando a cantar em salões de música acústica e teatros ao ar livre e, por isso, Gaga estava pensando em tais opções. Bennett concluiu: "Eu não estou interessado em me apresentar para 45 mil pessoas por noite, de modo que [Gaga] encontre locais onde nós poderíamos trabalhar por três ou quatro dias, ou três a quatro semanas, em um lugar de cada vez. É assim que ela quer trabalhar comigo".

### Cheek to Cheek Tour

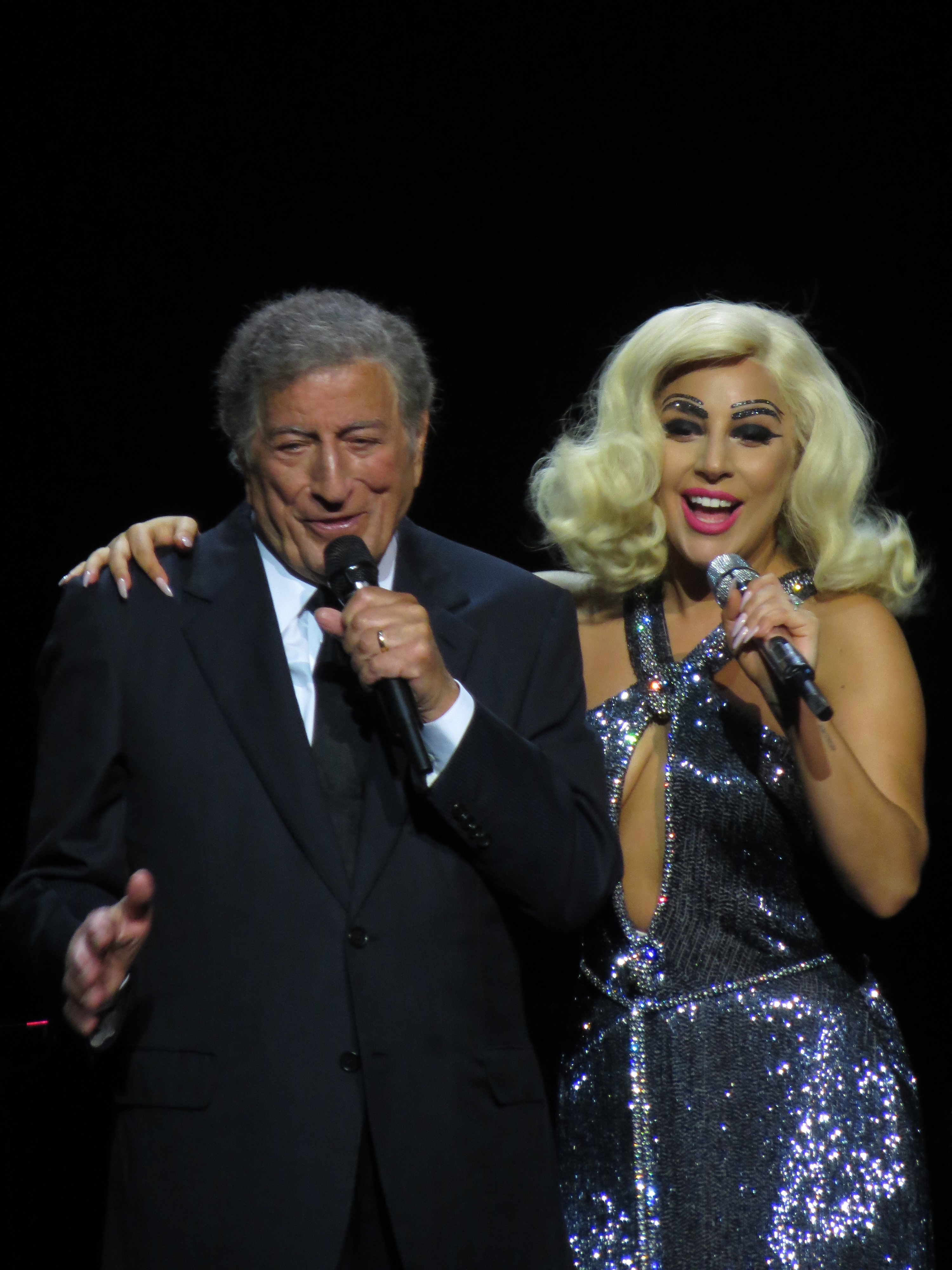
Bennett e Gaga performando durante a Cheek to Cheek Tour no Royal Albert Hall.

Bennett confirmou que ele e Gaga iriam visitar os festivais de jazz em 2015, apoiando Cheek to Cheek. De acordo com ele, Gaga estava cansada de tocar em locais maiores, e queria que a turnê visitasse locais menores por pelo menos três ou quatro dias, ou por três a seis semanas. Bennett também explicou que ele estava acostumado a tocar em salas de música acústica e teatros ao ar livre, então Gaga estava olhando para essas opções. "Eu não estou interessado em tocar para 45.000 pessoas por noite, então [Gaga] encontrar lugares onde poderíamos trabalhar por três ou quatro dias, ou três ou quatro semanas, em um lugar de cada vez. É assim que ela quer trabalhar com eu", concluiu o cantor. Cheek to Cheek Tour estreou na véspera de Ano Novo de 2014, o duo se apresentou no Cosmopolitan Casino of Las Vegas, tornando-se seu primeiro show nos Estados Unidos após o lançamento do álbum. Eles também se apresentaram no Grammy Awards de 2015 e agendaram um show pós-Grammy em 8 de fevereiro de 2015, no Wiltern Theatre em Los Angeles, logo após a conclusão da cerimônia. Mais shows foram programados em 2015, incluindo o Hollywood Bowl em 30 de maio; o Royal Albert Hall, em Londres, em 8 de junho; e Radio City Music Hall, em Nova York, em 19 de junho. Jesse Lawrence, da Forbes, relataram que havia alta demanda pelos ingressos, levando a datas adicionais sendo adicionadas ao itinerário. Ele também observou que os shows tiveram um preço de entrada muito maior do que a média, especialmente nos mercados secundários.

### Singles
"Anything Goes" foi lançado como o primeiro single do álbum em 29 de julho de 2014, para os varejistas digitais, seguido pelo lançamento de seu videoclipe para as contas do YouTube e Vevo da Gaga. O vídeo mostrou Bennett e Gaga gravando "Anything Goes", bem como outras músicas de Cheek to Cheek. No Reino Unido, "Anything Goes" estreou no número 174 na UK Singles Chart para a semana que terminou em 9 de agosto de 2014. Ele também ficou no número 132 na tabela de vendas da Official Charts Company. Na Espanha, estreou no top-cinquenta da tabela de singles PROMUSICAE no número 40. "Anything Goes" estreou fora do top 100 do French Singles Chart, no número 178. Na parada da Billboard Jazz Digital Songs, a faixa estreou no topo, se tornando a segunda entrada de Gaga no chart, seguindo "The Lady is a Tramp". A música foi a 15ª entrada de Bennett na parada Jazz Digital Songs, e seu terceiro single número um. De acordo com a Nielsen SoundScan, "Anything Goes" vendeu 16.000 downloads digitais nos Estados Unidos até a semana encerrada em 3 de agosto de 2014. A música caiu para o terceiro lugar na tabela Jazz Digital Songs na semana seguinte.
"I Can't Give You Anything But Love" foi lançado como o segundo single do álbum em 19 de agosto de 2014. Gaga anunciou o lançamento no Twitter, acompanhado pela capa do single. Um videoclipe oficial da música foi lançado em 26 de agosto de 2014. O vídeo foi gravado no estúdio de gravação e a primeira metade mostrou Gaga em várias roupas e perucas, enquanto gravava a música e passeava por aí. Bennett se junta às sessões de estúdio mais tarde, cantando a música. O refrão final encontra os dois cantores cantando juntos, descritos como "unindo forças para uma peculiar, mas potente mistura de estilos que transcende gerações e gêneros". Jon Blistein da Rolling Stone elogiou o vídeo, dizendo que "prova [Bennett e Gaga] exalam uma marca única e adorável de química musical". Após seu lançamento, "Eu não posso te dar nada além de amor" estreou em primeiro lugar na parada Jazz Digital Songs da Billboard , na semana que terminou em 6 de setembro de 2014, e na parada de singles franceses no número 173.
Além disso, "Nature Boy" foi lançado para streaming no canal Vevo de Gaga a partir de 16 de setembro de 2014. Gaga havia anteriormente twittado sobre o pano de fundo da música, bem como sobre a morte do flautista Horn. A canção estreou na Billboard Trending Chart 140 no número cinco e rapidamente subiu para o número um. Depois de Cheek to Cheek, "Bang Bang (My Baby tiro Me Down)" foi lançado e estreou no número um na Songs Jazz Digital, que se tornou a primeira entrada da Gaga como artista solo.

## Recepção crítica
| Críticas profissionais | Críticas profissionais |
| Pontuações agregadas   | Pontuações agregadas   |
| Fonte                  | Avaliação              |
| ---------------------- | ---------------------- |
| Metacritic             | 64/100                 |
| Avaliações da crítica  |                        |
| Fonte                  | Avaliação              |
| AllMusic               | [ 66 ]                 |
| Billboard              | [ 67 ]                 |
| Cuepoint               | B+                     |
| The Daily Telegraph    | [ 69 ]                 |
| Entertainment Weekly   | B+                     |
| The Guardian           | [ 71 ]                 |
| New York Daily News    | [ 72 ]                 |
| Newsday                | A–                     |
| Rolling Stone          | [ 74 ]                 |
| Slant Magazine         | [ 75 ]                 |

No Metacritic, que atribui uma nota média ponderada de 100 a críticas de críticos de música, Cheek to Cheek recebeu uma pontuação média de 64, indicando "avaliações geralmente favoráveis", com base em 12 avaliações. Gil Kaufman da MTV News elogiou o álbum, chamando Bennett e Gaga "um jogo feito no céu". Ele acrescentou que os cantores conseguiram "perfeitamente" unir seus vocais únicos, o que se refletiu em seu relacionamento no estúdio, e assim nas músicas de Cheek to Cheek. Caroline Sullivan do The Guardian, premiou o álbum com quatro de cinco estrelas, alegando que "Gaga é uma maravilha". Ela também elogiou que "Cheek to Cheek revela o calor considerável e profundidade de sua voz". O crítico do The Times, Will Hodgkinson, elogiou o álbum, dando-lhe uma classificação de quatro de cinco estrelas. Ele acrescentou que Gaga poderia ter sido um "habitué de bares de piano e supper clubs no Upper Manhattan .. como Stefani Germanotta, cantora elegante de padrões". O crítico de Jazz, Marc Myers reviu o álbum para o The Wall Street Journal, alegando que "a maior surpresa do álbum é o vocal solo de Gaga em 'Lush Life', uma música difícil que incomodou até mesmo os mais experientes cantores de jazz pop, incluindo Frank Sinatra. Seu baixo registro é quente e seu fraseado é sincero." Em sua crítica favorável, o crítico do Chicago Tribune Howard Reich escreveu que "Cheek to Cheek serve a coisa real, começar a terminar ... Ambos os cantores se divertem em ritmo de swing, ansiosos para balizar de um inusitado para o próximo e o próximo eles alcançam uma energia considerável, mas é quando as coisas ficam mais lentas que você pode ouvir o que esses artistas são capazes como intérpretes, sozinhos e juntos”.
O autor de jazz Ted Gioia, que reviu o álbum para The Daily Beast, ficou surpreso com a habilidade de Gaga de cantar jazz, dizendo que "com toda a justiça a Lady Gaga, qualquer cantor que combine com Tony Bennett precisa ser alto e agressivo ... Sua voz projeta uma inocência atraente [em] 'But Beautiful' e 'Ev'ry Time We Say Goodbye'". Classificando quatro de cinco estrelas, Lewis Corner, da Digital Spy, elogiou a mixagem vocal do álbum, acrescentando que "Cheek to Cheek pode não ser o espetáculo brilhante que esperamos de Lady Gaga, mas com Tony Bennett orientação o par entregou um registro de jazz autêntico e sólido que respeita a generosa história do gênero. Jon Dolan da Rolling Stone, deu ao álbum três de cinco estrelas e elogiou os vocais de Gaga. Dolan sentiu que o álbum "prova que ela pode ser uma mulher sofisticada". Charles J. Gan da Associated Press, também elogiou o canto de Bennett e Gaga, escrevendo que "Se ela tivesse nascido em uma era anterior, Gaga estaria em casa em um musical da MGM". Bianca Gracie do Idolator descreveu o álbum como "uma refrescante escuta que destaca o inegável talento de ambos Bennett e Gaga e quão bem eles trabalham juntos". Escrevendo para o National Post, Mike Doherty observou que Gaga tomou "liberdades com a batida, dobrou as notas, ronronou e gritou" com os vocais, enquanto Bennett foi capaz de complementar com sua característica "abordagem elegante".
Com três e meia estrelas em cinco, Kenneth Partridge da Billboard opinou que Gaga justificava a fé de Bennett nela - mas às vezes "muito forçosamente" - e que ela precisava dele, mais do que ele precisava, na gravação do álbum. Partridge resumiu que, em geral, eles tiveram uma "explosão juntos e ambos se beneficiarão desse emparelhamento". Outra classificação de três estrelas e meia veio de Lydia Jenkin do The New Zealand Herald, que declarou o álbum como "rendições padrão sem emenda". Jim Farber do New York Daily News, premiou o álbum com quatro de cinco estrelas, alegando que "Gaga sempre foi uma cantora de poder" e "Ela tem muito Liza Minnelli nela". Bennett recebeu uma ótima revisão do site sobre a agilidade e coragem de cantar as músicas. James Reed do The Boston Globe, elogiou o álbum e sentiu que ambos os cantores "trazem o melhor um ao outro". Neil McCormick do The Daily Telegraph, deu ao álbum uma classificação de três estrelas de cinco, escrevendo "Se você pegar este álbum no espírito de diversão descartável em que parece ter sido inventado, é inofensivamente envolvente". Giving Cheek to Cheek, uma classificação de A–, Glenn Gamboa do Newsday, declarou o álbum como "jazz direto, lindo e bem trabalhado". Adam Markovitz, da Entertainment Weekly, comentou que Bennett e Gaga estão "in - se não totalmente no céu, então pelo menos um piano bar muito bonito" e deram o álbum B +.
Em uma revisão mista, Stephen Thomas Erlewine da AllMusic declarou que "Cheek to Cheek é um disco onde a música e até mesmo as músicas ficam em segundo plano para as personalidades". Alexa Camp da Slant Magazine, deu ao álbum uma classificação de duas de cinco estrelas. Camp criticou os vocais de Bennett e Gaga no álbum, acrescentando que "se não fosse pelo excelente trabalho dos músicos de sessão ... muito de Cheek to Cheek, que se arrasta a 45 minutos, soaria como um karaokê glorificado". O escritor Aidin Vaziri do San Francisco Chronicle, ficou desapontado por Bennett e Gaga não terem "destacado as características distintivas de cada um", acrescentando que "a música de fundo é muito mais excitante do que as pessoas cantando sobre ela". Mikael Wood do Los Angeles Times, elogiou os vocais de Gaga no álbum, mas criticou sua "exploração barata: de um monte de músicas importantes que ela não traz nada; de uma lenda de 88 anos com quem ela não tem química; mais desapontadoramente, da nossa ânsia de segui-la por um caminho criativo improvável”. No Grammy Awards de 2015 em 8 de fevereiro de 2015, Cheek to Cheek ganhou um Grammy de Melhor Álbum Vocal Pop Tradicional.

## Desempenho nas paradas

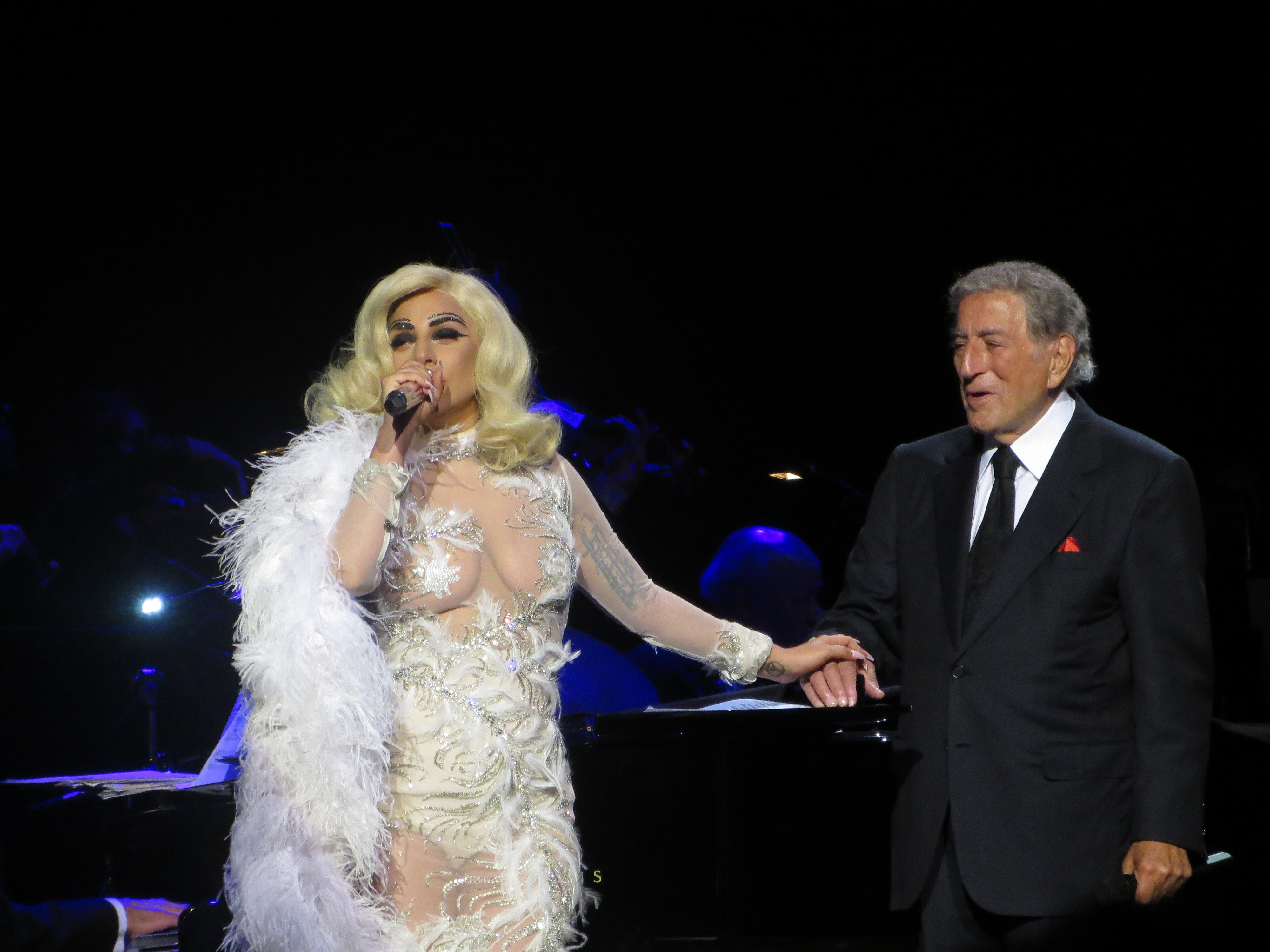
Gaga e Bennett performando "But Beautiful" na turnê.

Cheek to Cheek estreou no número um na Billboard 200 com 131.000 cópias vendidas em sua primeira semana de acordo com a Nielsen SoundScan, ganhando Gaga seu terceiro álbum consecutivo número um e o segundo para Bennett. Ele também liderou os álbuns de álbuns de jazz e álbuns tradicionais de álbuns de jazz. Bennett bateu seu próprio recorde - alcançado anteriormente em 2011 com o Duets II - como o mais antigo artista de a ganhar um álbum número um nos EUA. A estréia também fez de Gaga a primeira artista feminina na década de 2010 a ter três álbuns número um. Junto com a Billboard 200 e álbuns de jazz, Cheek to Cheek
também entrou no número quatro na tabela Top Digital Albums. Até fevereiro de 2018, o álbum vendeu mais de 760.000 cópias no país, tornando-se o sétimo álbum de Bennett desde que a Nielsen começou a rastrear dados em 1991, e o quinto de Gaga. Foi certificado como ouro pela Recording Industry Association of America (RIAA) para o envio de mais de 500.000 cópias. Cheek to Cheek estreou no número três na Canadian Albums Chart vendendo 10.000 cópias por SoundScan. Foi certificado pela Platinum pela Music Canada (MC) para o envio de 80.000 cópias do álbum.
No Reino Unido, o álbum estreou no décimo lugar no UK Albums Chart, com vendas de 10.469 cópias, tornando-se o quinto álbum do Top 10 de Gaga e o terceiro de Bennett. Cheek to Cheek caiu para o número 24 em sua segunda semana, vendendo 4.081 cópias. Devido à aparição de Bennett e Gaga em Strictly Come Dancing e na turnê ArtRave de Gaga, o álbum se recuperou para o número 12 na parada em sua quinta semana, vendendo 6.257 cópias. Em novembro de 2015, o álbum foi certificado pela British Phonographic Industry (BPI) por vender mais de 60.000 cópias. Na Irlanda, o álbum estreou fora do top-ten do Irish Albums Chart, no número 12, caindo para o número 24 na semana seguinte. Em sua quinta semana, Cheek to Cheek novamente subiu do número 50 para o número 24 no gráfico.
Na Austrália, Cheek to Cheek estreou em sétimo lugar na ARIA Albums Chart, tornando-se o segundo álbum dos dez melhores de Tony na Austrália, dos 56 álbuns lançados; foi o quinto álbum dos dez melhores para Gaga. Ele caiu para o número dez na semana seguinte, antes de subir novamente para o pico na terceira semana. A Australian Recording Industry Association (ARIA) certificou-se de ouro para o envio de 35.000 cópias no país. Na Nova Zelândia, estreou no número 13 na parada de álbuns , chegando ao número três em sua quarta semana. No Japão, estreou no número sete da Oricon álbuns com vendas de 11.397 cópias, caindo um ponto na semana seguinte com outras 7.371 cópias vendidas. Cheek to Cheek foi o quarto álbum de Top-10 de Gaga na França, onde estreou no número nove e vendeu 40.000 cópias de acordo com o Syndicat National de l'Édition Phonographique (SNEP). Na parada da Greek Albums Chart, o álbum atingiu o auge do número dois em sua terceira semana.

## Lista de faixas
Todas as canções produzidas por Dae Bennett e interpretadas por Tony Bennett e Lady Gaga, exceto quando anotado.
| N.º            | Título                                               | Compositor(es)                                              | Duração |  |
| 1.             | "Anything Goes"                                      | Cole Porter                                                 | 2:04    |  |
| 2.             | "Cheek to Cheek"                                     | Irving Berlin                                               | 2:51    |  |
| 3.             | "Nature Boy"                                         | Eden Ahbez                                                  | 4:08    |  |
| 4.             | "I Can't Give You Anything But Love"                 | Dorothy Fields Jimmy McHugh                                 | 3:13    |  |
| 5.             | "I Won't Dance"                                      | Fields McHugh Oscar Hammerstein II Otto Harbach Jerome Kern | 3:57    |  |
| 6.             | "Firefly"                                            | Cy Coleman Carolyn Leigh                                    | 1:58    |  |
| 7.             | "Lush Life" (Gaga solo)                              | Billy Strayhorn                                             | 4:15    |  |
| 8.             | "Sophisticated Lady" (Bennett solo)                  | Duke Ellington Irving Mills Mitchell Parish                 | 3:49    |  |
| 9.             | "Let's Face the Music and Dance"                     | Berlin                                                      | 2:07    |  |
| 10.            | "But Beautiful"                                      | Johnny Burke Jimmy Van Heusen                               | 4:04    |  |
| 11.            | "It Don't Mean a Thing (If It Ain't Got That Swing)" | Ellington Mills                                             | 2:24    |  |
| Duração total: | Duração total:                                       | Duração total:                                              | 34:53   |  |

| iTunes Store e Apple Music faixas bônus |                                                                                    |                |         |  |
| N.º                                     | Título                                                                             | Compositor(es) | Duração |  |
| 12.                                     | "Bang Bang (My Baby Shot Me Down)" (Gaga solo) (ao vivo em Jazz at Lincoln Center) | Sonny Bono     | 3:43    |  |
| Duração total:                          | Duração total:                                                                     | Duração total: | 38:26   |  |

| Versão deluxe  |                                                      |         |  |
| N.º            | Título                                               | Duração |  |
| 1.             | "Anything Goes"                                      | 2:04    |  |
| 2.             | "Cheek to Cheek"                                     | 2:51    |  |
| 3.             | "Don't Wait Too Long" (Bennett solo)                 | 2:36    |  |
| 4.             | "I Can't Give You Anything but Love"                 | 3:13    |  |
| 5.             | "Nature Boy"                                         | 4:08    |  |
| 6.             | "Goody Goody"                                        | 2:12    |  |
| 7.             | "Ev'ry Time We Say Goodbye" (Gaga solo)              | 3:10    |  |
| 8.             | "Firefly"                                            | 1:58    |  |
| 9.             | "I Won't Dance"                                      | 3:57    |  |
| 10.            | "They All Laughed"                                   | 1:49    |  |
| 11.            | "Lush Life" (Gaga solo)                              | 4:15    |  |
| 12.            | "Sophisticated Lady" (Bennett solo)                  | 3:49    |  |
| 13.            | "Let's Face the Music and Dance"                     | 2:07    |  |
| 14.            | "But Beautiful"                                      | 4:04    |  |
| 15.            | "It Don't Mean a Thing (If It Ain't Got That Swing)" | 2:24    |  |
| Duração total: | Duração total:                                       | 44:28   |  |

| Trilha bônus da iTunes Store e da Apple Music |                                                                                   |         |  |
| N.º                                           | Título                                                                            | Duração |  |
| 16.                                           | "Bang Bang (My Baby Shot Me Down)" (Gaga solo) (live from Jazz at Lincoln Center) | 3:43    |  |
| Duração total:                                | Duração total:                                                                    | 38:26   |  |

| CD faixas bônus (Japan) |                                                                                     |         |  |
| N.º                     | Título                                                                              | Duração |  |
| 16.                     | "On a Clear Day (You Can See Forever)" (Bennett solo)                               | 2:34    |  |
| 17.                     | "Bewitched, Bothered and Bewildered" (Gaga solo) (live from Jazz at Lincoln Center) | 3:07    |  |
| 18.                     | "Lady's in Love with You" (Bennett solo) (ao vivo em Jazz at Lincoln Center)        | 1:42    |  |
| 19.                     | "The Lady Is a Tramp" (em Duets II)                                                 | 3:18    |  |
| Duração total:          | Duração total:                                                                      | 55:09   |  |

| Faixas bônus de CD (todos os países, exceto EUA e Japão) |                                                                                      |         |  |
| N.º                                                      | Título                                                                               | Duração |  |
| 16.                                                      | "On a Clear Day (You Can See Forever)" (Bennett solo)                                | 2:34    |  |
| 17.                                                      | "Bewitched, Bothered and Bewildered" (Gaga solo) (ao vivo em Jazz at Lincoln Center) | 3:07    |  |
| 18.                                                      | "The Lady Is a Tramp" (em Duets II)                                                  | 3:18    |  |
| Duração total:                                           | Duração total:                                                                       | 53:27   |  |

| Target faixas bônus |                                                                                    |         |  |
| N.º                 | Título                                                                             | Duração |  |
| 16.                 | "On a Clear Day (You Can See Forever)" (Bennett solo)                              | 2:34    |  |
| 17.                 | "Bewitched, Bothered e Bewildered" (Gaga solo) (ao vivo em Jazz em Lincoln Center) | 3:07    |  |
| Duração total:      | Duração total:                                                                     | 50:09   |  |

| HSN faixas bônus |                                                                              |                |         |  |
| N.º              | Título                                                                       | Compositor(es) | Duração |  |
| 16.              | "Lady's in Love with You" (Bennett solo) (ao vivo em Jazz at Lincoln Center) | Lane Loesser   | 1:42    |  |
| 17.              | "The Lady Is a Tramp" (em Duets II)                                          | Rodgers Hart   | 3:18    |  |
| Duração total:   | Duração total:                                                               | Duração total: | 49:27   |  |

| LP Lado A |                                      |                |         |  |
| N.º       | Título                               | Compositor(es) | Duração |  |
| 1.        | "Anything Goes"                      |                | 2:04    |  |
| 2.        | "Cheek to Cheek"                     |                | 2:51    |  |
| 3.        | "Nature Boy"                         |                | 4:08    |  |
| 4.        | "I Can't Give You Anything but Love" |                | 3:13    |  |
| 5.        | "I Won't Dance"                      |                | 3:57    |  |

| Lado B         |                                                      |         |  |
| N.º            | Título                                               | Duração |  |
| 1.             | "Firefly"                                            | 1:58    |  |
| 2.             | "Lush Life" (Gaga solo)                              | 4:15    |  |
| 3.             | "Sophisticated Lady" (Bennett solo)                  | 3:49    |  |
| 4.             | "Let's Face the Music and Dance"                     | 2:07    |  |
| 5.             | "But Beautiful"                                      | 4:04    |  |
| 6.             | "It Don't Mean a Thing (If It Ain't Got That Swing)" | 2:24    |  |
| Duração total: | Duração total:                                       | 34:43   |  |

## Equipe e colaboradores
Lista-se abaixo os profissionais envolvidos na elaboração de Cheek to Cheek, de acordo com o encarte do álbum:
Gerência
- Gravado nos KAS Music and Sound, Kaufman, Astoria Studios, Astoria, Nova Iorque, Manhattan Center Studios, Manhattan, Avatar Studios, Nova Iorque
- Mixado nos Avatar Studios, Nova Iorque
- Masterizado nos Sterling Sound Studios, Nova Iorque
- Sennheiser and Neumann forneceram os microfones para Tony Bennett
- Representativos da RPM para Bennett: Sandi Rogers, Dawn Olejar, Sylvia Weiner, Hadley Spanier, Erica Fagundes, John Callahan, Seth Ferris
- Representativos da Sony Music Entertainment Bennett: Doug Morris, Rob Stringer, Nancy Marcus-Sekhir

Equipe
| - Tony Bennett: vocalista principal - Lady Gaga: vocalista principal - Lee Musiker: arranjo vocal e rítmico, direção musical para Bennett - Dae Bennett: produção, gravação, mixagem - Danny Bennett: gerência (Bennett), produção executiva - Bobby Campbell: gerência (Gaga) - Vincent Herbert: A&R para a Streamline Records - Brandon Maxwell: direção de moda - Frederic Aspiras: maquiagem - Don Lawrence: instrução vocal - Dave Russell: engenharia adicional - Jill Dell'Abate: gerência de produção, contratação - Tom Young & Acir Pro Audio: gerência de som ao vivo - Alessandro Perrotta: Pro Tools - Mike Bauer: assistência de engenharia - Tim Marchiafava: assistência de engenharia - Akihiro Mishimura: assistência de engenharia - Darren Moore: assistência de engenharia | - Sheldon Yellowhair: assistência de engenharia - Greg Calbi: masterização - Larry H. Abel: copista musical - Joann Kane: copista musical - Ivy Skoff: coordenação de união de contratação - Kenneth R. Meiselas: questões jurídicas - Sonya Guardo: questões jurídicas - Lisa Einhorn-Gilder: coordenação de produção - Dyaana Kass: marketing - Jurgen Grebner: repertório internacional - Tomoko Itoki: repertório internacional - Nick Miller: repertório internacional - Amanda Silverman: relações públicas - Dennis Dauncy: relações públicas (Interscope) - Ianthe Zevos: direção criativa - Steven Klein: fotografia - Gretchen Anderson: trabalho de produção |

Orquestra
| - Jorge Calandreili: regência orquestral, arranjo musical - Elena Barere: violino - Jorge Avila: violino - Laura Bald: violino - Sean Carney: violino - Barbara Danilow: violino - Laura Frautschi: violino - Sanguen Han: violino - Karen Karlsrud: violino - Yoon Kwon: violino - Ann Leathers: violino - Nancy McAlhaney: violino - Laura McGinnis: violino - Kristina Musser Gitterman: violino - Alex Sharpe: violino - Catherine Sim: violino - Sebu Sirinian: violino - Lisa Tipton: violino - Una Tone: violino - Yuri Vodovoz: violino - Xiao-Dong Wang: violino - Nancy Wu: violino - Eric Wyrick: violino - Robert Zubrycki: violino | - Vincent Lionti: viola - Sarah Adams: viola - Katherine Anderson: viola - Kimberly Foster Wallace: viola - Todd Low: viola - Martha and Alissa Smith: viola - Richard Locker: violoncelo - Diane Barere: violoncelo - Stephane Cummins: violoncelo - Jeanne Leblanc: violoncelo - Sacunn Thorsteinsdottir: violoncelo - Ellen Westermann: violoncelo - Barbara Allen: harpa - Susan Folles: harpa - Paul Horn: flauta - Pamela Sklar: flauta - Katherine Fink: flauta - Diane Lesser: oboé - Pavel Vinnitsky: clarinete - Mike Atkinson: trompa francesa - Bob Carlisle: trompa francesa - Nancy Billman: trompa francesa - Theo Primis: trompa francesa - Stewart Rose: trompa francesa |

Latão e outros instrumentos
| - Marion Evans: regência de latões, arranjo musical - Lou Marini: saxofone alto - Lawrence Feldman: saxofone alto - Dave Mann: saxofone tenor - Andy Smitzer: saxofone tenor - Tony Kadleck: trompete - Bob Millikan: trompete - John Owens: trompete - Bud Barridge: trompete | - Mike Davis: trombone tenor - Larry Farrell: trombone tenor - Keith O'Quinn: trombone tenor - George Flynn: trombone baixo - Harold Jones: tambores DW, címbalos Zildijan - Gray Sargent: guitarra archtop Godin 5th Avenue - Mike Renzi: piano - Tom Ranier: piano - Marshall Wood: baixo |

## Desempenho nas tabelas musicais
| Chart (2014)                          | Maior posição |
| ------------------------------------- | ------------- |
| Alemanha (Offizielle Deutsche Charts) | 12            |
| Argentina (CAPIF)                     | 6             |
| Austrália (ARIA)                      | 7             |
| Austrália (ARIA)                      | 1             |
| Áustria (Ö3 Austria Top 40)           | 6             |
| Bélgica (Ultratop Flandres)           | 4             |
| Bélgica (Ultratop Valônia)            | 4             |
| Brasil (ABPD)                         | 7             |
| Canadá (Billboard)                    | 3             |
| China (Sino Chart)                    | 17            |
| Coreia do Sul (GAON) Versão deluxe    | 7             |
| Croácia (IFPI)                        | 8             |
| Dinamarca (Hitlisten)                 | 9             |
| Escócia (Official Scottish Albums)    | 11            |
| Espanha (PROMUSICAE)                  | 5             |
| Estados Unidos (Billboard 200)        | 1             |
| Estados Unidos (Top Jazz Albums)      | 1             |
| Finlândia (Suomen virallinen lista)   | 27            |
| França (SNEP)                         | 9             |
| Grécia (IFPI)                         | 2             |
| Hungria (MAHASZ)                      | 35            |
| Irlanda (IRMA)                        | 12            |
| Itália (FIMI)                         | 6             |
| Japão (Oricon)                        | 7             |
| México (Top 100 Mexico)               | 4             |
| Nova Zelândia (RMNZ)                  | 3             |
| Polónia (ZPAV)                        | 31            |
| Portugal (AFP)                        | 7             |
| Países Baixos (Dutch Charts)          | 13            |
| Reino Unido (Official Albums Chart)   | 10            |
| Reino Unido (UK Jazz & Blues Albums)  | 1             |
| República Tcheca (ČNS IFPI)           | 4             |
| Suécia (Sverigetopplistan)            | 1             |
| Suíça (Schweizer Hitparade)           | 7             |
| Taiwan (G-Music)                      | 1             |

| Charts (2014)                              | Posição |
| ------------------------------------------ | ------- |
| Argentina (CAPIF)                          | 15      |
| Austrália (ARIA)                           | 62      |
| Austrália (ARIA)                           | 1       |
| Bélgica (Ultratop Flanders)                | 102     |
| Bélgica (Ultratop Wallonia)                | 112     |
| Canadá (Billboard)                         | 41      |
| Estados Unidos (Billboard 200)             | 50      |
| Estados Unidos (Billboard Top Jazz Albums) | 1       |
| México (AMPROFON)                          | 93      |
| Charts (2015)                              | Posição |
| Austrália (ARIA)                           | 4       |
| Bélgica (Ultratop Flanders)                | 196     |
| Canadá (Billboard)                         | 50      |
| Estados Unidos (Billboard 200)             | 125     |
| Estados Unidos (Billboard Top Album Sales) | 58      |
| Estados Unidos (Billboard Top Jazz Albums) | 1       |
| Chart (2016)                               | Posição |
| Austrália (ARIA)                           | 8       |
| Estados Unidos (Billboard Top Jazz Albums) | 3       |
| Chart (2017)                               | Posição |
| Austrália (ARIA)                           | 15      |

## Vendas e certificações
| Região                                                                                             | Certificação | Vendas/distribuição |
| -------------------------------------------------------------------------------------------------- | ------------ | ------------------- |
| Austrália (ARIA)                                                                                   | Ouro         | 35.000^             |
| Brasil (Pro-Música Brasil)                                                                         | Platina      | 40,000*             |
| Canadá (Music Canada)                                                                              | Platina      | 80,000^             |
| Estados Unidos (RIAA)                                                                              | Ouro         | 760,000             |
| Reino Unido (BPI)                                                                                  | Prata        | 60.000^             |
| ^distribuições baseadas apenas na certificação *números de vendas baseados somente na certificação |              |                     |

## Histórico de lançamento
| País          | Data                   | Formato             | Gravadora                      | Edição(ões)   |
| ------------- | ---------------------- | ------------------- | ------------------------------ | ------------- |
| Nova Zelândia | 18 de setembro de 2014 | CD download digital | Streamline Interscope Columbia | Padrão deluxe |
| Portugal      | 18 de setembro de 2014 | CD download digital | Streamline Interscope Columbia | Padrão deluxe |
| Alemanha      | 19 de setembro de 2014 | CD download digital | Streamline Interscope Columbia | Padrão deluxe |
| Austrália     | 19 de setembro de 2014 | CD download digital | Streamline Interscope Columbia | Padrão deluxe |
| Brasil        | 19 de setembro de 2014 | Download digital    | Universal                      | Deluxe        |
| França        | 22 de setembro de 2014 | CD                  | Polydor                        | Padrão deluxe |
| Reino Unido   | 22 de setembro de 2014 | CD                  | Polydor                        | Padrão deluxe |
| Brasil        | 23 de setembro de 2014 | CD                  | Universal                      | Deluxe        |
| Canadá        | 23 de setembro de 2014 | CD download digital | Universal                      | Padrão deluxe |
| Espanha       | 23 de setembro de 2014 | CD download digital | Streamline Interscope Columbia | Padrão deluxe |
| EUA           | 23 de setembro de 2014 | CD download digital | Streamline Interscope Columbia | Padrão deluxe |
| Itália        | 23 de setembro de 2014 | CD download digital | Streamline Interscope Columbia | Padrão deluxe |
| México        | 23 de setembro de 2014 | CD download digital | Streamline Interscope Columbia | Padrão deluxe |
| Japão         | 24 de setembro de 2014 | SMH-CD              | Universal                      | Padrão        |
| EUA           | 14 de outubro de 2014  | Vinil               | Streamline Interscope Columbia | Padrão        |
| França        | 3 de novembro de 2014  | Vinil               | Streamline Interscope Columbia | Padrão        |
| Canadá        | 4 de novembro de 2014  | Vinil               | Streamline Interscope Columbia | Padrão        |
| Nova Zelândia | 7 de novembro de 2014  | Vinil               | Streamline Interscope Columbia | Padrão        |